# Кровосток

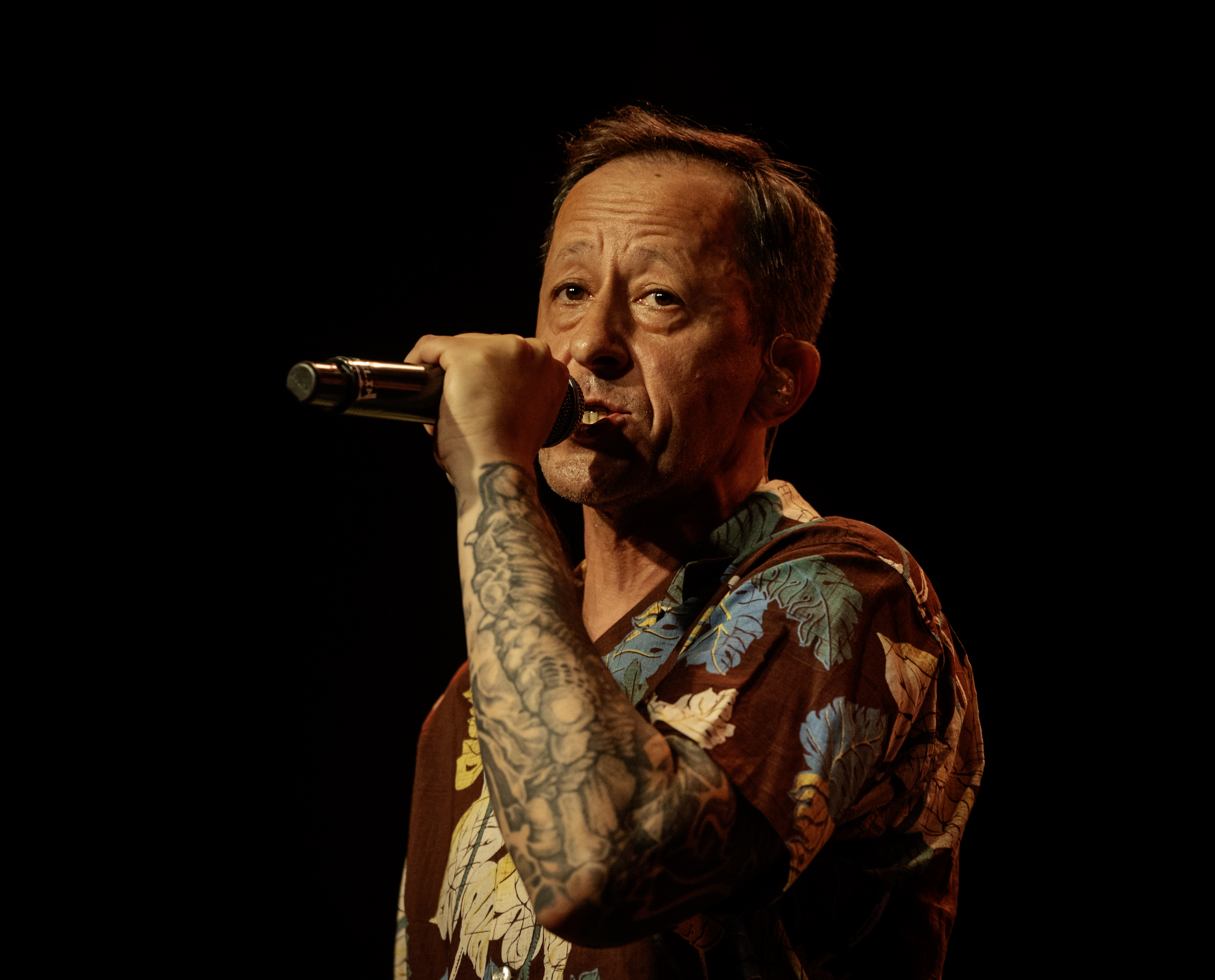
Антон Черняк (Шило) на выступлении в Израиле. 2024

«Кровосто́к» — российская хип-хоп-группа из Москвы, основанная в 2003 году художниками Антоном Черняком и Дмитрием Файном. Группа известна в первую очередь сатирическими песнями от лица лирического героя с гипертрофированной, гротескной криминальной тематикой, исполненные монотонным речитативом с обилием мата.

## История
Участники группы «Кровосток» — Антон Черняк (Шило) и Дмитрий Файн (Фельдман) — вместе учились в МГАХУ памяти 1905 года, затем оба участвовали в арт-группе «ФенСо». После чего Шило присоединился к художественной группе «ПГ». С ещё одним участником «Кровостока», Сергеем Крыловым, будущие музыканты познакомились в основанном «ПГ» арт-клубе «ПушкинГ», где тот работал барменом.
Изначально они создавали лиричные стихи, накладывая их на модную брэйк-битовую музыку. В интернете на сайте krovostok.ru были выложены восемь композиций, которые позже вошли в дебютную пластинку «Река крови». «Кровосток» создавался участниками, как пародия на блатной жанр, так и воспринимался аудиторией.
С концертами, первоначально закрытыми, для своей публики, «Кровосток» стал появляться в московских клубах с осени 2004 года.
В начале 2007 года в интернет попали песни «Гантеля», «ГЭС», «Киса», «Ночь», «Метадон» с ещё не выпущенного на тот момент альбома «Гантеля». Музыку для него спродюсировал Фантомас2000. Альбом «Гантеля» вышел 24 января 2008 года и по своей концепции напоминал «Реку крови», только «более качественным» в плане звукозаписи. С выходом альбома популярность группы снова выросла.
Также совместно с Михаилом Краснодеревщиком была записана композиция «Гидрогаш» в 2005 году.
«Кровосток» тесно сотрудничал с андеграундным объединением «43 градуса»: Фантомас 2000 и «Кот» участвовали в проекте «Кровосток» в качестве бэк-вокалистов. Были записаны совместные композиции — «Разговоры о напасах» в исполнении Шило и Кота и «Дельтаплан» совместно с Фантомасом 2000. Также бывший битмейкер «Кровостока» Полутруп появлялся на концертах группы «43 градуса» в качестве звукорежиссёра.
На рубеже 2010—2011 годах вышел сингл группы под названием «Представьте», повествующий о наёмных убийцах и торговле людьми, а также ещё два сингла: «Душно» и «Пора домой», последняя была посвящена Дню уголовного розыска.
24 марта 2012 года новый альбом «Студень» был выложен участниками группы для бесплатного скачивания.
21 февраля 2014 года вышел сингл под названием «Ногти». 13 мая вышел очередной сингл «Череповец». 11 октября вышел сингл «Секс — это».

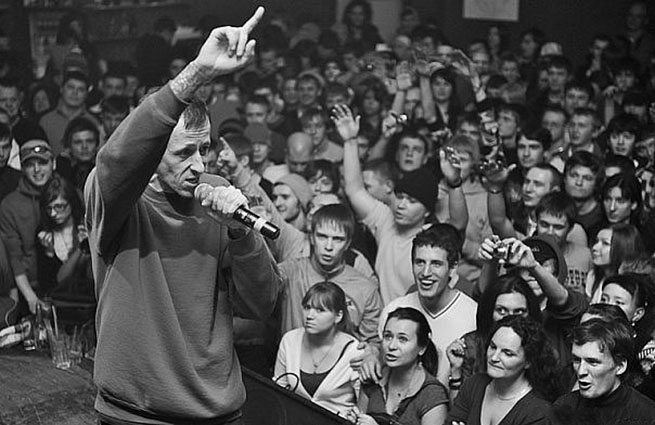
Шило в 2015 году

6 марта 2015 года вышел пятый студийный альбом группы, получивший название «Ломбард».
26 марта 2016 года вышел сингл под названием «Наёк ёк». 9 августа 2016 года вышел сингл «Душ». 1 марта 2017 года вышел сингл под названием «Голова».
В марте 2018 года было объявлено, что к концу месяца группа выпустит сразу два релиза — концертный и студийный. Концертный альбом «Кровосток Лайв» вышел 23 марта, а через неделю, 30 марта, на всех цифровых площадках вышел шестой студийный альбом «ЧБ», содержащий 11 треков, в том числе синглы «Наёк Ёк», «Душ» и «Голова».

### Концерт и суд в Ярославле
В 2015 году сотрудники ярославского управления ФСКН обратились к жителям региона с просьбой не пускать лиц, не достигших 18 лет, на концерты группы «Кровосток». «Творчество этой группы содержит значительный объём нецензурной лексики, сленговых названий наркотиков, популяризирует немедицинское потребление психоактивных веществ, совершение противоправных деяний, применение насилия. Мы не хотим, чтобы на их концерте присутствовали несовершеннолетние», — рассказала Е. Малахова, пресс-секретарь УФСКН по Ярославской области.
В июле 2015 года Кировский районный суд города Ярославля признал запрещённой информацию, размещённую на сайте «Кровостока», за пропаганду насилия и употребления наркотиков. Автор текстов группы Дмитрий Файн назвал запрет на своё творчество антиконституционным.
12 октября в Ярославском областном суде прошло заседание по апелляции от группы «Кровосток». Однако решения в этот день принято не было, так как не все стороны оказались ознакомлены с дополнительными материалами по делу. Суд перенесли на 27 октября.
12 ноября Ярославский областной суд отменил решение Кировского районного суда о запрете песен группы и блокировке её сайта, претензии прокуратуры были отклонены в полном объёме.

### Вторжение России на Украину
В 2022 году группа выступила против военного вторжения России на Украину. В июле 2022 года концерт группы Кровосток был отменён в Москве.

## Состав

### Основной состав
- Антон Черняк (Шило; Антон Обвальщик, род. 1971[18]) — вокалист, автор текстов.
- Дмитрий Файн (Фельдман; Доктор Фельдман, род. 1970[19]) — автор текстов, продюсер.
- Константин Рудчик (Фантомас 2000) — битмейкер (с 2007 года), бэк-вокалист (с 2011 года).

### Бывшие участники группы
- Сергей Крылов (DJ Полутруп) — битмейкер, сочинял музыку первых двух альбомов, ныне с гр. «Кровосток» не работает.
- Константин Аршба (Кот) — бэк-вокалист; принимал участие в записи альбома «Река крови»; бывший участник группы «43 градуса», ныне актёр мюзикла «Копы в огне».

## Дискография

### Студийные альбомы
- 2004 — «Река крови» (RS Russia [20])
- 2006 — «Сквозное»
- 2008 — «Гантеля»
- 2012 — «Студень» (RS Russia [21])
- 2015 — «Ломбард»
- 2018 — «ЧБ»
- 2021 — «Наука»

### Концертные альбомы
- 2017 — «Кровосток Лайв»

### Синглы
- 2004
  - Биография
  - Бакланы
- 2005
  - Хочешь?
  - Разговоры о Напасах (feat. Кот («43 градуса»))
  - ГидроГаш (feat. Красное дерево)
- 2007
  - Гантеля
  - ГЭС
  - Беспорядки
- 2011
  - Представьте
  - Пора домой
  - Душно
- 2012
  - Куртец
  - Цветы в вазе
- 2014
  - Ногти
  - Череповец
  - Секс это
- 2015
  - Ломбард
- 2016
  - Наёк ёк
  - ДУШ
- 2017
  - Голова
- 2018
  - Пожар
- 2020
  - Дети
  - Зашел, вышел
- 2022
  - Бабо4ки
- 2023
  - Ленин
- 2025
  - Подозрение

### Видеоклипы
У группы нет ни одного официального клипа, все клипы сделаны энтузиастами.
- Теряю голову Live (2006)
- Бакланы Live (2008)
- Гантеля караоке (2009)
- Беспорядки караоке (2009)
- Колхозники (2010)
- Г. Э.С (2010)
- Куртец (2012) (представляет собой нарезку фрагментов из фильма «Чужая»).
- Кровосток в Санкт-Петербурге (канал на YouTube).
- Ногти (при уч. К. Собчак) (2015) — нарезка кадров из телеканала «Дождь», а также часть интервью К. Собчак с группой «Кровосток».
- Злые голуби (2018)

## Фанаты группы
Российский оппозиционный политик Алексей Навальный признавался, что является поклонником «Кровостока».

## Критика
Текст о бандитской жизни под названием «Биография», например, хоть и не подлежит даже минимальному цитированию в массовых СМИ, представляет собой, может быть, лучшее рифмованное произведение на тему «кровавых 90-х». Будь моя воля, я бы, ни секунды не сомневаясь, включил его в учебники истории.Борис Барабанов, «Коммерсантъ»
- Михаил Феничев, участник групп «2H Company» и «Есть Есть Есть»: «Я считаю, что именно „Кровосток“ — это большой прорыв для русского рэпа»[24].
- Александр Лаэртский: «… „Кровосток“ опережает время на 20 лет минимум.»